# Ley de retención de datos
La retención de datos es un protocolo de salvaguarda de información relevante para una determinada organización que puede ser analizada en el futuro.
En España, la retención de datos se encuentra regularizada por la 
Ley 25/2007, de 18 de octubre, de conservación de datos relativos a las comunicaciones electrónicas y a las redes públicas de comunicaciones. A la hora de  escribir una política de retención de datos, es necesario determinar cómo guardar la información para que pueda ser localizada y acceder a ella en un futuro, también se deben indicar las pautas a seguir a la hora de deshacerse de dicha información.
Toda organización que procese datos de sus clientes deberá acogerse a la ley estatal que le corresponde y garantizar la seguridad. El periodo de retención de datos dentro de una misma organización puede ser distinto.  

## Disposiciones generales

### Objeto de la ley
Esta ley tiene como objetivo regular la obligación de los operadores de conservar los datos adquiridos a través de la prestación de servicios de comunicaciones electrónicas o de redes públicas de comunicación, así como la cesión de dichos datos a agentes facultados siempre y cuando esta cesión esté ligada a una orden judicial.

### Sujetos obligados
Los sujetos ligados a las anteriores obligaciones impuestas en esta ley son los operadores que presten servicios de comunicaciones electrónicas disponibles al público o exploten redes públicas de comunicaciones.

### Datos objetos de conservación
Los datos que deben conservarse son:
1.       Datos necesarios para rastrear e identificar el origen de una comunicación.
2.       Datos necesarios para identificar el destino de una comunicación.
3.       Datos necesarios para determinar la fecha, hora y duración de una comunicación.
4.       Datos necesarios para identificar el tipo de comunicación.
5.       Datos necesarios para identificar el equipo de comunicación de los usuarios o lo que se considera ser el equipo de comunicación.
6.       Datos necesarios para identificar la localización del equipo de comunicación móvil.

## Conservación y cesión de datos

### Obligación de conservar datos
Los sujetos obligados deben garantizar que los datos especificados en el Artículo 3 serán conservados.
Esta obligación de conservar los datos se extiende a las llamadas infructuosas (comunicación que se realiza con éxito pero no recibe contestación).
Están excluidas de las obligaciones de conservación las llamadas no conectadas (comunicación que se realiza sin éxito).

### Período de conservación de los datos
El período de conservación de estos datos termina a los doce meses desde la fecha en que se haya producido la comunicación. Se podrá ampliar o reducir esta duración, con previa consulta a los operadores, con un máximo ampliable de dos años o un mínimo de seis meses teniendo en cuenta el coste de almacenamiento y conservación de dichos datos.

### Normas generales sobre cesión de datos
Los datos conservados bajo la tutela de la ley que los regula solo podrán ser cedidos bajo autorización y con fines  permitidos.
La cesión de la información se efectuará mediante formato electrónico únicamente a los agentes facultados o autorizados, es decir, miembros de los Cuerpos y fuerzas de la seguridad , funcionarios autorizados….

### Procedimiento de cesión de datos
Los operadores estarán obligados a ceder la información necesaria y requerida por los agentes facultados.
La ley establecerá los datos conservados que han de ser cedidos a la agentes facultados, el plazo de cesión será establecido en función de la urgencia y los efectos de la investigación. Si no se especifica un plazo concreto se tendrá que enviar la información en un plazo de 7 días naturales.

## Infracciones
Según la última actualización de la ley de conservación de datos, publicada el 10/05/2014, y que entró en vigor el 11/05/2014, se consideran infracciones:

### Graves
Será considerado como muy grave, el hecho de no conservar datos definidos en “Datos objetos de conservación”.
El hecho de no conservar los datos de manera periódica y automática de los datos definidos en “Datos objetos de conservación”.
La retención de datos, siendo el tiempo de esta retención inferior a los límites de tiempo definidos en el apartado “Período de conservación de los datos”.
No cumplir con las obligaciones, en cuanto a la seguridad y protección de los datos, mencionadas en al apartado “Protección y seguridad de los datos”.

### Leves
Se considerarán infracciones leves, todas aquellas infracciones relacionadas con los datos objetos de conservación y periodo de conservación de los datos, cuando estas no se consideren como graves.
Se aplicarán sanciones a las infracciones descritas en los apartados anteriores, salvo el incumplimiento de las obligaciones de seguridad de los datos. Estas sanciones están regidas por la Ley General de Telecomunicaciones:

| Muy graves | Graves | Leves   |
| ---------- | ------ | ------- |
| 3 años     | 2 años | 6 meses |

En el caso de la infracción de no cumplir las obligaciones de seguridad y protección de datos, la entidad sancionadora es la Agencia Española de Protección de Datos.

## Retención de datos en el ámbito de las telecomunicaciones

### Tarjeta SIMprepago
Los operadores de telefonía móvil tienen la obligación de almacenar, en un registro, los datos relevantes de todos los usuarios que contraten y hagan uso del servicio de tarjetas prepago. Se informarán a los clientes del registro de sus datos, antes de realizar la venta del servicio. Podrán acceder a estos datos identificativos los agentes facultados, los miembros de las Fuerzas y Cuerpos de Seguridad del Estado y de los cuerpos policiales de las comunidades autónomas. En el caso en el que las operadoras no han cumplido con su responsabilidad de almacenar y de proteger estos datos, estarán obligadas a anular y desactivar todas aquellas tarjetas de prepago afectadas, en un periodo de un año.

### Interceptación de las telecomunicaciones
Se aplicarán las normas, condiciones e infracciones descritas en el Capítulo III del Título III de la Ley 32/2003, 3 de noviembre.

### Modificación de la Ley 32/2003 General de Telecomunicaciones
Se anulan los artículos 12, 38.2 c) y d) y 38.3 a) de la Ley 34/2002, de 11 de julio, de Servicios de la Sociedad de la Información y de Comercio Electrónico.

### Competencia estatal
El artículo 149.1.29.ª de la Constitución, atribuye al Estado la competencia exclusiva en materia de seguridad pública, y el artículo 149.1.21.ª, confiere al Estado competencia exclusiva en materia de telecomunicaciones.

### Desarrollo reglamentario
Se habilita al Gobierno a dictar cuantas disposiciones sean necesarias para el desarrollo y ejecución de lo previsto en esta Ley.

### Formato de entrega de los datos
1. La entrega de los datos se efectuará en formato electrónico, en la forma que se determinó por Orden conjunta de los Ministros de Interior, de Defensa y de Economía y Hacienda, y que se aprobó en el plazo de tres meses desde la entrada en vigor de esta Ley.
2. Los sujetos obligados a los que se refiere el artículo 2 de esta Ley, tuvieron un plazo de seis meses desde la entrada en vigor de la misma para configurar, a su costa, sus equipos y estar técnicamente en disposición de cumplir con las obligaciones de conservación y cesión de datos.

### Entrada en vigor
Esta Ley entró en vigor a los veinte días de su publicación en el «Boletín Oficial del Estado».

## Conflictos
El día 21 de diciembre el Tribunal de Justicia de la Unión Europea (TJUE) dictó una sentencia la cual entra en conflicto con la actual Ley de conservación de datos española.
Dicha sentencia dicta que la normativa actual de los diferentes Estados miembros es contraria a la normativa comunitaria de la Unión Europea incluso aunque dicha normativa trate de luchar contra terroristas o la delincuencia en general.
El motivo principal por el cual es contrario a la normativa europea es que posibilita el conocimiento por parte de las organizaciones que poseen dicha información de aspectos íntimos de la persona como hábitos, lugares de residencia, desplazamiento y costumbres.
El TJUE especificó que tan sólo en aquellos casos excepcionales donde la lucha contra la delincuencia grave pueda demostrarse deberían de tener la posibilidad de almacenar dicha información y no en la mayoría de situaciones como se viene realizando hasta ahora.